# Nicolai Tangen
Nicolai Tangen (* 10. August 1966 in Kristiansand) ist ein norwegischer Hedgefondsmanager und Kunstsammler. Am 1. September 2020 wurde er Leiter von Norges Bank Investment Management, also des Staatlichen Pensionsfonds Norwegens (Oljefondet).

## Leben
Tangen stammt aus der südnorwegischen Stadt Kristiansand. Er besuchte von Juli 1986 bis Dezember 1987 die Schule der norwegischen Streitkräfte, wo er Russisch lernte sowie in Befragungstechniken und Übersetzungen unterrichtet wurde. Zwischen 1989 und 1991 studierte er Wirtschaftswissenschaften an der Wharton School. Nach seinem Studium wurde er in der nordischen Abteilung von Cazenove & Co tätig, deren Leiter er wurde. In den Jahren 1997 bis 2002 war er als Partner in Egerton Capital tätig. Anschließend studierte er Kunstgeschichte am Londoner Courtauld Institute of Art, wo er mit einem Master abschloss. Im Jahr 2017 erhielt er außerdem einen Masterabschluss in Sozialpsychologie an der London School of Economics.

### AKO Capital
Tangen gründete im Jahr 2005 AKO Capital mit Sitz in London und wurde der CEO. Im Jahr 2013 errichtete er die Stiftung AKO Foundation, die als Unterstützer und Geldgeber für wohltätige Projekte wirken sollte. Seine Anwaltschaft erklärte, dass Tangen im Laufe der Jahre 225 Millionen Pfund verdiente, wovon er 150 Millionen an die AKO Foundation übergab. Nach seiner Präsentation als neuer Oljefondet-Leiter wurde kritisiert, dass Fonds von AKO Capital in den als Steuerparadies bekannten Cayman Islands registriert sind. Auch seine Stiftung verwaltet dort ihr Vermögen. Tangen erklärte, dass er seine Steuern stets im Vereinigten Königreich bezahlte.
Tangen gründete außerdem die AKO Kunststiftelse (deutsch: AKO Kunststiftung), die vor allem für die Finanzierung der Renovierung eines alten Silos in Kristiansand errichtet wurde. In dem ehemaligen Silo sollte ab 2022 unter anderem seine eigene Kunstsammlung ausgestellt werden. Das Projekt führte zu größeren lokalpolitischen Debatten darüber, ob Gelder der Kommune an das Projekt fließen sollten.

### Ernennung zum Oljefondet-Chef
Im März 2020 wurde er als neuer CEO des Investment-Management-Bereichs der Norges Bank vorgestellt. Die Stelle übernahm er ab September 2020, womit er auch den Posten als Leiter des staatlichen Pensionsfonds, bekannt als Oljefondet, von Yngve Slyngstad übertragen bekam. Kurz nach der Bekanntgabe wurde berichtet, dass Tangens neues Einkommen geringer wäre als die Vermögensteuer, die er in Norwegen zahlen müsse.

#### Kritik
Nachdem bekannt wurde, dass Tangen kurz vor dem Bewerbungsprozess im November 2019 wichtige Entscheidungsträger zu einem Seminar in die USA einlud, stieß die Einstellung auf größere Kritik. Zu Gast im Seminar waren unter anderem der damalige Wirtschaftsminister Torbjørn Røe Isaksen und der Ölfonds-Chef Slyngstad. In den Medien wurde das Seminar, bei welchem Musiker wie Sting und Gregory Porter auftraten, als „Luxus-Seminar“ bezeichnet. Aufgrund der Berichte wurden erste Forderungen, unter anderem von Seiten des Gewerkschaftsdachverbands Landsorganisasjonen i Norge (LO), laut, dass Tangen den Posten nicht übernehmen sollte.
Im Mai 2020 folgten Berichte, dass Tangen zur Bedingung stellte, seine Anteile an AKO Capital nicht verkaufen zu müssen. Am 27. Mai 2020 veröffentlichte die Norges Bank eine Vereinbarung, nach der Tangen 43 Prozent des Stimmrechts und 46 Prozent des Überschusses von AKO Capital behalten dürfe, zuvor lag der Wert bei 66 Prozent. Tangen selbst erklärte, dass er seine Rolle als Eigentümer weder weiter ausüben könne noch möchte. Zudem äußerte Tangen, dass er vollständig in Norwegen Steuern zahlen werde. Vor allem die linken Oppositionsparteien kritisierten diese Übereinkunft, da sie ihrer Meinung nach weiter nicht genügend Unabhängigkeit sichere.

#### Anhörung im Storting und Verzicht auf Fondsanteile
Im August 2020 wurde eine Anhörung zum Fall im norwegischen Nationalparlament Storting gestartet. Experten der Gesetzgebungsabteilung des Justizministerium beschieden dem Finanzminister, dass ein Eingreifen in den Ernennungsprozess des Ölfondsleiters wohl keinen Konflikt mit dem Gesetz darstelle, auch wenn sich die Anweisungen auf einen konkreten Fall auswirke. Der Finanzausschuss forderte schließlich Finanzminister Jan Tore Sanner zum Eingreifen auf, sollte Tangen seine Fondsanteile behalten. Am 24. August 2020 erklärte Øystein Olsen, der Chef der Norges Bank, dass eine neue Vereinbarung getroffen wurde. Tangen sollte nun alle Anteile an seinem Fond AKO Capital abgeben, um einen Interessenkonflikt zu vermeiden. Tangen gab an, seine Anteile im Wert von etwa zehn Milliarden Kronen an die Wohltätigkeitsstiftung AKO Foundation zu übergeben. Dieser Verzicht wurde auch international in den Medien aufgegriffen.